# دينة بنت يعقوب
دينة بنت يعقوب (بالعبرية דינה) هي الابنة الوحيدة للنبي يعقوب، واسم والدتها هو ليئة بنت لابان.
حيث كان ليعقوب (ولقبه إسرائيل) اثنا عشر ولداً ذكراً (من بينهم يوسف) وابنة واحدة هي دينة. وهؤلاء الأبناء الاثنا عشر يدعون بني إسرائيل.

## إخوتها
إخوتها هم أولاد النبي يعقوب (إسرائيل) ويـُدعـَون بني إسرائيل وهم:
- النبي يوسف وبنيامين وأمهما: راحيل بنت لابان وهي ابنة خال يعقوب.
- روبين وهو أكبر أبنائه ويهودا ولاوي وشمعون وزبولون وياساكر وبنتاً واحدة اسمها دينا وأمهم: ليئة بنت لابان وهي أخت راحيل وابنة خال يعقوب.
- دان ونفتالي وأمهما: بيلها.
- جاد وعشير وأمهما: زيلفا.